# Ravnborg
Ravnborg er udskilt fra Gammel Wiffertsholm Gods i 1840. Gården ligger i Solbjerg Sogn, Hellum Herred, Ålborg Amt, Rebild Kommune. Hovedbygningen er opført i 1924.
Ravnborg Gods er på 501,5 hektar med Solbjerg Sønderskov.

## Ejere af Ravnborg
- (1840-1898) Laurids Svanholm
- (1898-1935) Claudius Svanholm
- (1935-1985) Slægten Svanholm
- (1985-) Poul Johan Poulsen Svanholm